# 温斯特鲁特河
温斯特鲁特河（德語：Unstrut，發音：[ˈʊnʃtʁuːt] ⓘ 或 [ˈʊnstʁuːt] ⓘ）位于德国中部，发源于图林根州北部丁格尔施泰特附近，流经萨克森-安哈尔特州，最终在瑙姆堡附近注入萨勒河，全长192公里。
温斯特鲁特河流经的城镇有：米尔豪森、瑟默达、巴特弗兰肯豪森、阿尔滕、罗斯莱本和温斯特鲁特河畔弗赖堡。